# Gada
Gada is een bestuurslaag in het regentschap Gunungsitoli van de provincie Noord-Sumatra, Indonesië. Gada telt 771 inwoners (volkstelling 2010).